# Forest (North Yorkshire)
Forest – osada w Anglii, w hrabstwie North Yorkshire, w dystrykcie (unitary authority) North Yorkshire. Leży 58 km na północny zachód od miasta York i 335 km na północ od Londynu. Miejscowość liczy 25 mieszkańców.